# حبیب‌الله نصیری‌فر
حبیب‌الله نصیری‌فر (زادهٔ مردادِ ۱۳۱۴) نویسنده و پژوهشگر اهل ایران است. از او با عنوان «پدر شرح حال نویسی موسیقی ایران» یاد می‌شود.

## زندگی
حبیب‌الله نصیری‌فر مرداد ۱۳۱۴ در تهران متولد شد. او تحصیلات متوسطهٔ خود را در مدرسهٔ مروی به پایان بُرد و در سال ۱۳۳۱ به استخدام شهرداری تهران درآمد. وی به عنوانِ بازرس سینما و تئاتر در ادارهٔ درآمدِ شهرداری مشغول به کار شد اما پس از چند سال از شهرداری استعفا داد و در چاپخانهٔ روزنامهٔ کیهان کارِ خود را آغاز کرد. او در این زمان به دلیل علاقه‌ای که به نویسندگی داشت، ویراستاری مطالبِ کوتاهِ مطبوعاتی را آغاز کرد و پس از گذراندنِ یک دورهٔ شش ماههٔ آموزشی، نخستین کتاب خود را با عنوان صنعت سینما در ایران، چاپ و منتشر کرد. نصیری‌فر پس از چهار سال، مجدداً به شهرداری بازگشت. وی در طول فعالیت‌های خود به عنوانِ خبرنگار سینمایی نیز با مجله‌های متعددی همکاری داشت. او در سال ۱۳۴۸، همزمان با پایان یافتنِ برنامهٔ موسیقی گلها در رادیو، نوشتنِ شرحِ حال هنرمندان موسیقی گلها را آغاز کرد. وی در سال ۱۳۶۰ بازنشسته شد. حبیب‌الله نصیری‌فر بیش از ۴۰ جلد کتاب نوشته و منتشر کرده‌است که بیشتر آن‌ها در ارتباط با زندگی‌نامهٔ هنرمندان است.
بهمن ۱۳۹۹، در آیینِ ششمین سال‌نوای موسیقی ایران، از حبیب‌الله نصیری‌فر، تقدیر به ‌عمل آمد. عبدالله طریقت در غیاب وی، لوح تقدیر و تندیس «سال‌نوا» را دریافت کرد.

## کتاب‌ها
- صنعت سینما در ایران، چاپ فروزان تهران
- بزرگان موسیقی سنتی ایران، ۱۳۵۶[۱]
- مردان موسیقی سنتی و نوین ایران، (۵ جلد)، ۱۳۶۹[۶][۷]
- مهدی خالدی، ۱۳۷۰[۸]
- گلهای جاویدان و گلهای رنگارنگ، انتشارات صفی علیشاه، ۱۳۷۳[۹]
- سیمای هنرمندان ایران (موسیقی، تئاتر و سینما)، (۱۰ جلد) انتشارات صفی علیشاه، ۱۳۷۴[۱][۱۰]
- گلبانگ گلها، (۲ جلد) انتشارات صفی علیشاه، ۱۳۷۷[۱۱]
- با کاروان هنرمندان، (۳ جلد) انتشارات شباهنگ، ۱۳۸۷[۱۲][۱۳]
- گشت و گذاری در موسیقی سنتی ایران، (۲ جلد) انتشارات نگاه، ۱۳۷۹[۱۴]
- نقش شعر و غزل در موسیقی آوازی ایران، انتشارات نگاه، ۱۳۸۰[۱۵]
- سرگذشت مدارس موسیقی ایران، نشر ثالث، ۱۳۸۲[۱۶]
- استاد اسماعیل مهرتاش و جامعه باربد، (چاپ اول، تهران، دنیای نو[۱۷]) انتشارات آواز ۱۳۸۳[۱۸]
- تاریخچه تأسیس رادیو تهران (ایران) و معرفی هنرمندان آن، انتشارات علمی، ۱۳۸۳[۱۹]
- سرگذشت سرود و ترانه‌سرایی در ایران، انتشارات علمی، ۱۳۸۴[۲۰]
- نقش موسیقی آوازی در شعر و غزل ایران، انتشارات نگاه، ۱۳۸۴[۲۱]
- استاد عبدالله جهان پناه و آثار او، انتشارات بدرقهٔ جاویدان، ۱۳۸۶[۲۲]
- گزیده‌ای از سرودها و تصنیف‌ها و آهنگ‌های ایرانی، انتشارات صفی علیشاه، ۱۳۸۷[۲۳]
- گنج سوخته، (۲ جلد)، انتشارات نگاه، ۱۳۸۸[۲۴]
- نوآوران هنرها، (۲ جلد) انتشارات آواز، ۱۳۹۲[۲۵]
- ترانه‌ها و آهنگ‌های جاودانه، (۳ جلد) نشر ثالث، ۱۳۹۳[۲۶]
- آوای هنرها، انتشارات آواز، ۱۳۹۵[۲۷]
- بزرگان موسیقی کرمان و نواحی آن، انتشارات آواز، ۱۳۹۵[۲۸]
- نوای مرغ شباهنگ، انتشارات آواز، ۱۳۹۶[۲۹]